# 黃建超
黃建超（1983年1月6日—），是台灣的棒球選手之一，曾效力於中華職棒中信鯨隊，守備位置為投手。2007年季末遭到釋出，生涯未上過一軍。

## 經歷
- 台南縣善化國小少棒隊
- 台南縣善化國中青少棒隊
- 台南縣善化高中青棒隊
- 台北體院棒球隊
- 中華職棒中信鯨隊代訓球員
- 中華職棒中信鯨隊（2007年）

## 外部連結
- 黃建超在台灣棒球維基館上的頁面（繁體中文）
- 黃建超在中華職棒官網 （中文）上的頁面